# Монастырь Святого Неофита (Тала)
Монасты́рь Свято́го Неофи́та (греч. Ιερά Μονή Αγίου Νεοφύτου, полное официальное название Священный царский и ставропигиальный монастырь святого Неофита, греч. Ιερά Βασιλική και Σταυροπηγιακή Μονή Αγίου Νεοφύτου, также Монастырь Энклистра, греч. Μονή τῆς Ἁγίας Ἐγκλείστρας) — ставропигиальный мужской монастырь Кипрской православной церкви, расположенный близ деревни Тала.
Монастырь Святого Неофита был основан в XII веке монахом Неофитом Затворником. Монастырь находится на высоте 412 м над уровнем моря, в 10 км к западу от города Пафос.

## История
Сведения об основателе монастыря, святом Неофите, носят скорее легендарный характер. В молодости Неофит стал послушником монастыря Святого Иоанна Златоуста на севере острова, стремился стать отшельником, но не получал у настоятеля монастыря разрешения на это из-за своего молодого возраста, совершал паломничества. Получив откровение, монах Неофит вернулся на Кипр и начал жить в горах возле источника реки в 9 км от Пафоса. 24 июня 1159 года, в день памяти святого Иоанна Крестителя, он впервые зашёл в пещеру Энклистра, которую выбрал для своего подвижничества.
На протяжении долгого времени монах Неофит без устали работал, вручную увеличивая пещеру, разбивая камень за камнем. В 1160 году работы закончились. Монах-отшельник закрыл все входы в пещеру, оставив только вход со стороны юга. В пещере монах сделал стену, разделив пространство на 2 части. В глубине пещеры Неофитос сделал келью с приготовленной для себя могилой, а возле выхода из пещеры сделал из мраморной плиты святой престол. своё отшельническое жилище он посвятил Святому Кресту.
В начале 1166 года епископ Пафский Василий (Киннамос) предложил Неофиту принять священнический сан и взять себе в помощники учеников. Четыре года Неофит не давал согласия, но в конце концов «сдался». Начиная с 1170 года, его жилище постепенно превращается в скит с небольшим числом братии, а затем и в монастырь, живущий идеалами отшельничества. В результате в скале появились новые монашеские кельи. Приблизительно в 1187 году Неофит написал первый устав монастыря.
Но жизнь всё более разраставшегося монастыря казалась ему слишком суетной, и в 1197 году он выкопал высоко над скитом новую келью и дал ей название «Новый Сион», там он и поселился. Наконец он высек в скале собственную могилу и завещал не трогать её до наступления Страшного суда. Скончался в 1224 году, в возрасте 90 лет, более 60-ти из них он провёл в келье.
В 1570 году монастырь был разграблен турками. После этого он переживал не лучшие времена вплоть до середины XVIII века, когда он стал снова возрождаться. В 1756 году были найдены мощи Неофита, которые были перенесены в главный храм монастыря.

## Монастырь в наши дни

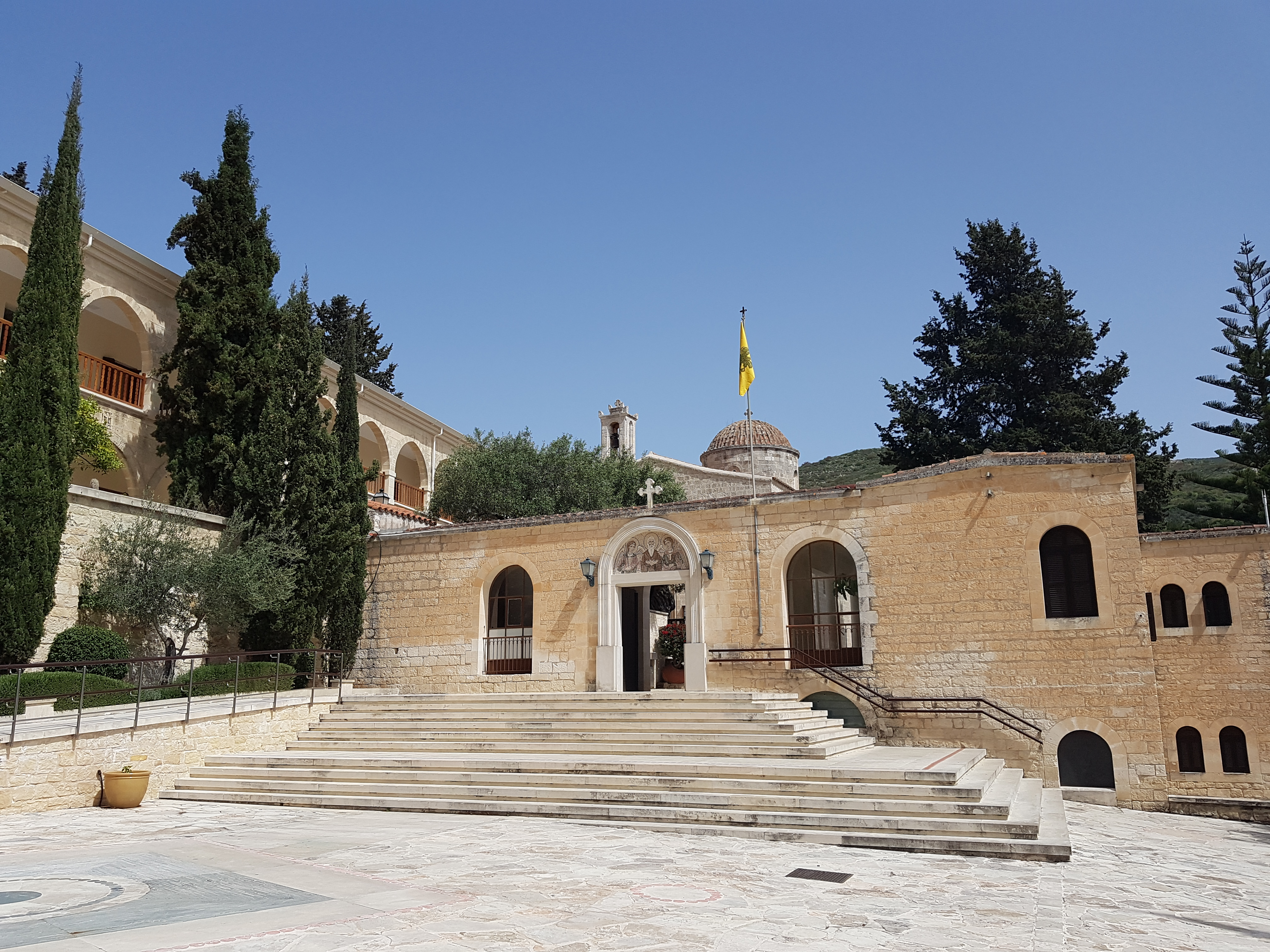

В наши дни монастырь — оживлённое место, привлекающее паломников и туристов. Особенно популярным местом он становится 28 сентября, в праздник своего небесного покровителя — святого Неофита.
Среди основных достопримечательностей монастыря выделяются фрески на стенах вырытых Неофитом гротах, они были выполнены ещё при его жизни (в 1183 и 1196 годах). В 1503 году была восстановлена часть этих фресок.
Главный монастырский храм был построен в начале XVI века и освящён в честь Пресвятой Богородицы.
В восточном корпусе обители расположен музей монастыря. В пяти его залах представлены собрания икон XII − XIX веков, евангелий, рукописей, включая рукописи самого Неофита, печатных книг и античной керамики.